# BMW M73
Der BMW M73 ist ein V12-Ottomotor des Automobilherstellers BMW und wurde 1994 als Nachfolger des M70 vorgestellt. Er kam im BMW 7er, BMW 8er sowie im Rolls-Royce Silver Seraph zum Einsatz. 1999 wurde ein BMW Z3 mit diesem Motor ausgerüstet; aus diesem Prototyp ergab sich keine Serienfertigung.

## Konstruktion
Der Zylinderbankwinkel beträgt 60°. Der Motorblock besteht aus einer Aluminium-Silicium-Legierung ("Alusil")-Legierung, die Zylinderköpfe mit obenliegenden Nockenwellen aus Aluminium. Während die meisten BMW-Motoren zu dieser Zeit auf Vierventiltechnik umgestellt wurden, blieb der M73 bei zwei Ventilen pro Zylinder.
Neu war der Schwingungsdämpfer an der Kurbelwelle, für die nun Lager aus dem Achtzylinder M60 verwendet wurden. Weiter kamen Klopfsensoren zum Einsatz. Die Federn an den Ventilen hatten durch kleinere Federkonstanten geringere Reibung. Aus Umweltbelangen waren die Auslassventile nun ohne Natriumfüllung.
Ab Modelljahr 1999 erhielt der 750i erstmals einen elektrisch beheizten Katalysator und erfüllte fortan bei gleichzeitig unverändertem Leistungsvermögen die anspruchsvolle amerikanische LEV und EU3/D4 Gesetzgebung.

### McLaren und Le Mans
Die Leistungsfähigkeit des BMW V12-Konzeptes wurde deutlich, als die auf sechs Liter Hubraum vergrößerte und mit Vierventiltechnik bestückte Ausführung BMW S70/2 mit 627 PS im geschlossenen McLaren F1 Sportwagen nicht nur als 370 km/n schnelle Straßenversion Aufsehen erregte, sondern als GTR das 24-Stunden-Rennen von Le Mans 1995 gewann. Um nicht nur als Motorenlieferant, sondern auch als Fahrzeughersteller zu siegen, baute BMW ab 1998 für Le Mans offene Rennsportwagen, wobei der BMW V12 LMR das 24-Stunden-Rennen von Le Mans 1999 gegen starke Konkurrenten von Mercedes, Toyota und Audi gewann. Für den Rennbetrieb wurde die Höchstleistung regelbedingt durch Luftmengenbegrenzer auf etwa 580 PS gedrosselt. Ohne diese Begrenzung ergaben sich im X5 Le Mans-Experimentalfahrzeug etwa 700 PS.

### Variante mit Wasserstoffantrieb

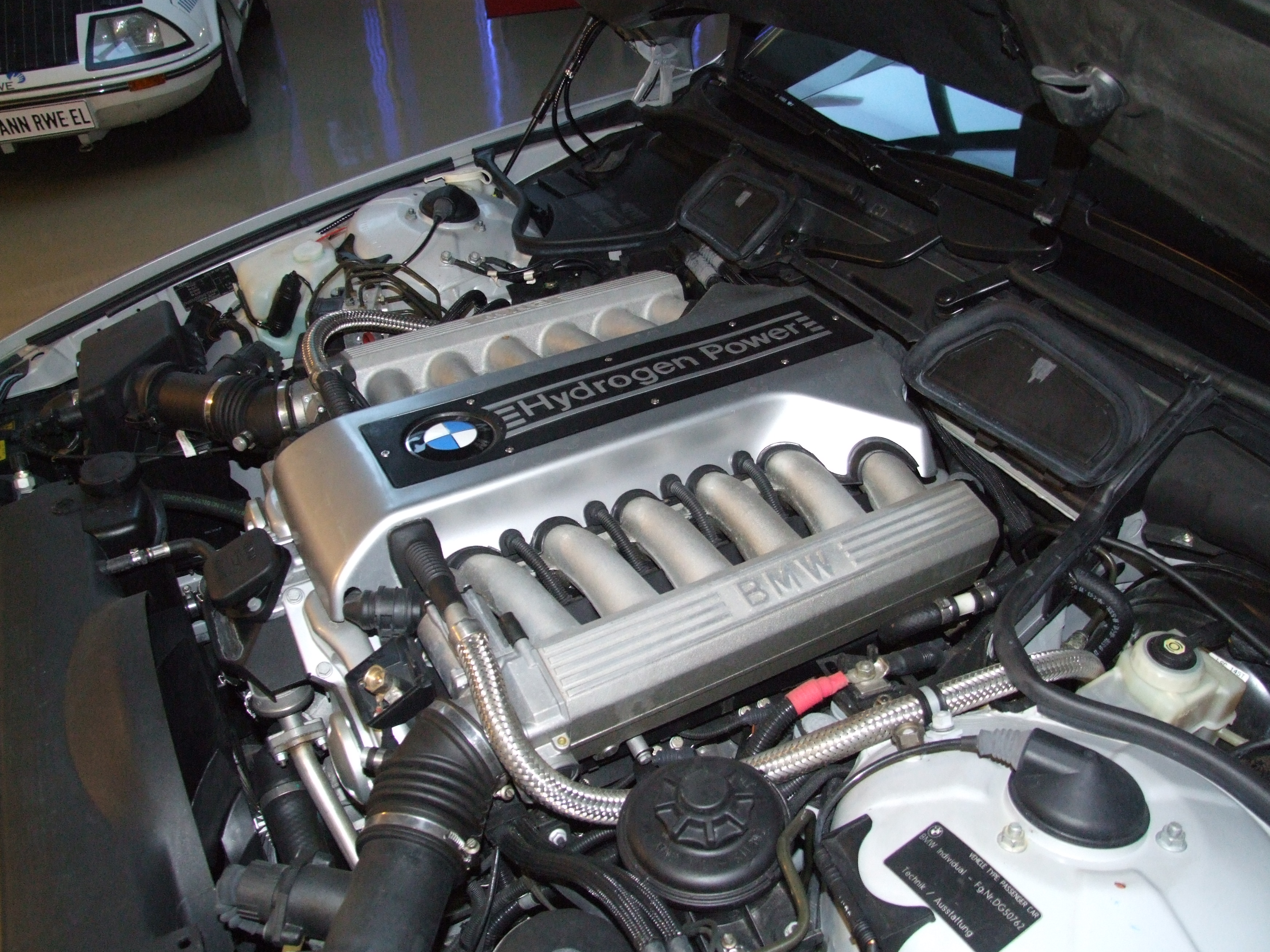
M73-Motor für Wasserstoff im E38

Im Jahr 2000 gab es den M73 als Variante, die auch mit Wasserstoff betrieben werden konnte, in der langen Karosserie des 750iL als 750hL. Unterschied zur reinen Benzinversion sind die Wasserstoffeinblasventile im Ansaugtrakt und ein spezielles elektronisches Gemischbildungssystem. Im Wasserstoffbetrieb leistet der Motor nur noch 150 kW (204 PS), was den 750hL in 9,6 s von 0 auf 100 km/h beschleunigte und für eine Spitzengeschwindigkeit von 226 km/h reichte.
Auf der Nürburgring-Nordschleife unterbot der 750hL im Betrieb mit Wasserstoff die 10 Minuten-Grenze für eine Runde mit 9 Minuten und 53 Sekunden.
Fünfzehn 750hL waren in Dingolfing hergestellt worden – BMW sprach von „Kleinserie“ –, dienten auf der EXPO 2000 als Shuttlefahrzeuge und absolvierten dann innerhalb der „CleanEnergy WorldTour 2001“ 150.000 km, was die Alltagstauglichkeit zeigen sollte.

## Daten
| Motor    | Hubraum  | Bohrung × Hub     | Ventile/Zyl. | Verdichtung | Leistung bei 1/min       | Drehmoment bei 1/min | Bauzeit   |
| -------- | -------- | ----------------- | ------------ | ----------- | ------------------------ | -------------------- | --------- |
| M73B54   | 5379 cm3 | 85,0 mm × 79,0 mm | 2            | 10,0:1      | 240 kW (326 PS) bei 5000 | 490 Nm bei 3900      | 1994–1998 |
| M73TUB54 | 5379 cm3 | 85,0 mm × 79,0 mm | 2            | 10,0:1      | 240 kW (326 PS) bei 5000 | 490 Nm bei 3900      | 1998–2002 |
| Alpina   | 5980 cm3 | 86,4 mm × 85,0 mm | 2            | 10,25:1     | 316 kW (430 PS) bei 5400 | 600 Nm bei 4200      | 1999–2002 |

## Verwendung
M73
- 1994–2001 im BMW E38 750i/750iL
- 1993–1999 im BMW E31 850Ci

M73 TU
- 1998–2001 im BMW E38 750i/750iL
- 1999–2002 im Rolls-Royce Silver Seraph

D3
- 1995–1998 im BMW E38 Alpina B12 5.7
- 1998–2001 im BMW E38 Alpina B12 6.0

## Auszeichnungen
Der M73 gewann 1999 die Kategorie „Über 4 Liter“ des International-Engine-of-the-Year-Awards.